# Sobótka (gmina w województwie poznańskim)
Sobótka (do 1946 Biniew) – dawna gmina wiejska istniejąca w latach 1946–1954 w woj. poznańskim (dzisiejsze woj. wielkopolskie). Siedzibą władz gminy była Sobótka (lub Sobótka Wielka).
Poprzedniczką gminy Sobótka była gmina Biniew, utworzona 1 sierpnia 1934 roku w powiecie ostrowskim w woj. poznańskim. Po wojnie gmina Biniew występuje jeszcze w urzędowym wykazie gmin z 28 lipca 1945, lecz w 1946 roku przekształcono ją w jej terytorialny odpowiednik – gminę Sobótka z siedzibą władz w Sobótce.
Według stanu z dnia 1 lipca 1952 roku gmina Sobótka składała się z 10 gromad: Będzieszyn, Bieganin, Biniew, Gałązki Małe, Gałązki Wielkie, Górzno, Grudzielec, Grudzielec Nowy, Gutów i Sobótka. Gmina została zniesiona 29 września 1954 roku wraz z reformą wprowadzającą gromady w miejsce gmin.
Jednostki nie przywrócono 1 stycznia 1973 roku po reaktywowaniu gmin.